# 考功司
考功司，吏部四司之一，專門負責考課官吏的機構。
考功司始創於隋朝，設有郎中、員外郎各一人，郎中從五品上，負責京官考課；員外郎從六品上，負責外官考課。宋代對考功司進行切割，分成審官院、流內銓、樞密院與三班院。明代維持考功司體制，“掌官吏考课黜陟之事”，洪武十三年废除中书省，提升六部地位；二十九年八月，定为“文选验封考功稽勋四清吏司”。正統十一年添設考功司主事一員，万历三十六年增设管理册库清吏司主事一员。

### 引用
1. ↑  《明史·职官志一》
2. ↑  《明实录》第31卷“吏部四司”条目下